# Primer intento naval chileno
El primer intento naval chileno es lo que se conoce historiográficamente como la primera medida nacional para tener un poder naval, una armada, en Chile. Francisco de la Lastra formó una escuadra que estuvo al mando de Edward Barnewall, capitán estadounidense del Bergantín Potrillo, cuyo buque en 1820 formaría parte de la Expedición Libertadora del Perú. El proyecto fue realizado en abril de 1813 por la junta de gobierno de Chile, del periodo conocido como la Patria Vieja, en el marco de la guerra de emancipación chilena. El objeto que se tuvo para llevar a cabo su formación fue para hacer frente a las fuerzas navales realistas organizadas por el Virreinato del Perú que bloqueaban los puertos de Chile, e interrumpir la llegada de auxilios que venían desde esa región al sur chileno para el ejército real que trataba de derrocar a la junta chilena y reconquistar el territorio.
Consistió en la organización en el puerto de Valparaíso de una escuadrilla naval formada por dos buques de guerra mediante la adquisición de buques mercantes para ser armados en guerra, el reclutamiento de hombres, la designación de oficiales, entre otras cosas. El gobierno logró hacerse con dos embarcaciones de ese tipo; la fragata Perla y el bergantín Potrillo. Por orden del gobierno, el 2 de mayo de ese año salieron ambos buques del fondeadero para levantar el bloqueo naval del lugar que era sostenido por la fragata armada Warren, que ejercía como corsario realista. El intento chileno terminó ese día con una sublevación concertada de gran parte de la tripulación de ambos buques patriotas, pasándose las dos embarcaciones al bando realista. 
Se considera la organización de esta escuadrilla naval como antecesora de la llamada Primera Escuadra Nacional, formada entre 1817 y 1818, de la cual se origina la actual Armada de Chile. 

## Antecedentes

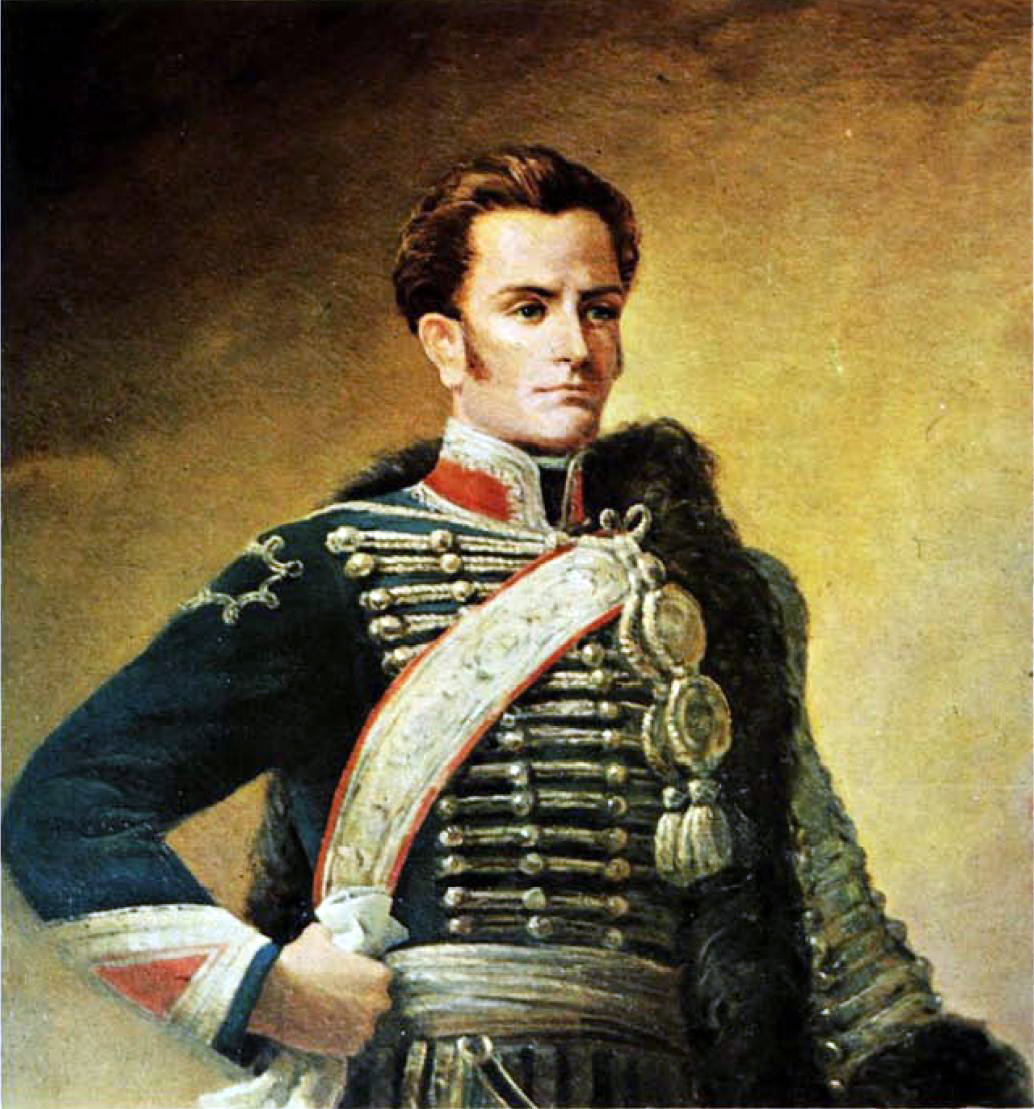
El general José Miguel Carrera. Su gobierno, abiertamente separatista con respecto al aparato estatal de España, tuvo que hacer frente a las fuerzas realistas.

### Formación del gobierno patriota de Chile
Entre 1808 y 1810 se habían formaron juntas de gobierno en gran parte de la América hispana, en respuesta a la captura del rey Fernando VII por las fuerzas napoleónicas y la entronización de José Bonaparte en España. El objeto de estas juntas era mantener la fidelidad al legítimo rey español mediante un autogobierno en ausencia de este. Sin embargo, la resistencia de las juntas americanas a someterse a la Junta Suprema Central de la Península y las ideas que empezaron a florecer en estas juntas de buscar la independencia definitiva, radicalizó las posiciones y llevó a la lucha armada entre realistas y patriotas.
En Chile se había establecido la primera junta de gobierno el 18 de septiembre de 1810, manteniendo la lealtad al rey. Pero pronto el gobierno chileno se radicalizó, pasando a buscar una separación definitiva con la monarquía española.

### El virrey del Perú contra el gobierno patriota de Chile
Debido al camino que estaban tomando las juntas de gobierno, las autoridades virreinatales y otros que se mantenían leal a las disposiciones de la metrópoli, empezaron a realizar acciones hostiles en contra de ellas para someterlas. En el caso de Chile, el virrey del Perú José Fernando de Abascal, si bien en un comienzo trató de mantener buenas relaciones con ese gobierno, la situación cambió con el establecimiento en 1811 del gobierno radicalizado del general José Miguel Carrera. Ejecutó desde entonces acciones políticas y económicas tendientes a dañar al gobierno de Chile, pero también acciones militares.
A mediados de 1812 Abascal otorgó patente de corso a navieros privados para que hostilizaran las costas chilenas, bloqueando sus principales puertos y dañando su recientemente liberalizado comercio marítimo. En esos momentos el virrey tuvo que sostenerse casi sin el apoyo de la metrópoli, tanto en el área terrestre como marítimo, debido a la precaria situación en la que se encontraba por las guerras en Europa. En el ámbito naval debió valerse de los corsarios para ejercer el control marítimo. Hubo varias embarcaciones corsarias que realizaron esta labor como la Warren, el Vulture, la Bretaña, el Nereyda, entre otros. 
Al despliegue de los corsarios se sumó luego la misión que el virrey le encargó al brigadier Antonio Pareja de dirigirse a las tierras del sur de Chile, más precisamente a Chiloé y Valdivia, que se mantenían leales a la corona, para organizar el Ejército Real de Chile con las tropas locales del lugar. Para tal cometido Pareja zarpó del Callao el 12 de diciembre con un convoy naval de 5 transportes que llevaba una comitiva de 20 oficiales y 50 soldados, y también llevaba dinero y equipo militar.
El 26 de marzo de 1813 Pareja desembarcó con su ejército en el pequeño puerto de San Vicente, contiguo al de Talcahuano. Al día siguiente atacó la guarnición de dicho puerto y la venció, a pesar de su empeñada resistencia. Después el brigadier español entró en la ciudad de Concepción, capital de la provincia del mismo nombre, luego de haber estipulado una capitulación que tenía por base la amnistía. Las fuerzas que se habían rendido se incorporaron a sus filas, y se hizo también con el arsenal militar del lugar. Ante estos acontecimientos, el general Carrera tomó el mando del ejército patriota y se trasladó a Talca mientras que Pareja ocupó Chillán el 15 de abril. El jefe español pretendía atravesar el río Maule para enfrentar a Carrera pero un destacamento patriota lo atacó en la llamada sorpresa de Yerbas Buenas el 27 de abril, frenando su avance pero sin detener las hostilidades.

## Formación de una escuadrilla naval

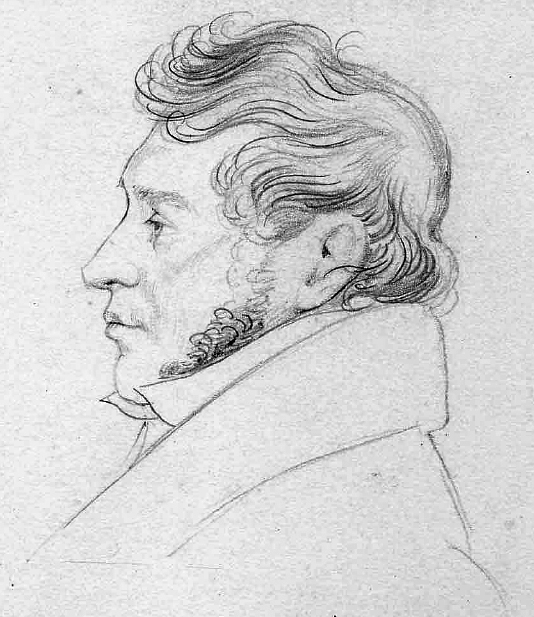
El gobernador Francisco de la Lastra. Entre 1793 y 1807 había prestado servicio en la Real Armada española, obteniendo algunos conocimientos y experiencia sobre la rama militar naval.

Desde el comienzo de las hostilidades en 1812 Chile había carecido de una fuerza naval para poder defender su mar de los corsarios realistas, limitándose  a las defensas costeras de sus principales puertos. Cabe señalar que por parte del gobierno patriota no hubo ningún despliegue en el mar de corsarios para hacer frente a la realista, pese a que en el Reglamento Constitucional Provisorio de octubre, promulgado por el gobierno de Carrera, contenía una referencia a la facultad de armar buques en corso, siendo además el primer cuerpo regulatorio nacional que trató esta materia.
Sin embargo, el 5 de abril de 1813 el gobierno había acordado, entre varias medidas para enfrentar a Pareja, la de organizar una fuerza naval en Valparaíso. 

"Proponer al gobernador de Valparaíso si convendría armar prontamente dos buques de guerra con el objeto de bloquear a Talcahuano para embarazar a nuestros enemigos los auxilios i refuerzos que le puedan mandar de Chiloé i de Lima."
Acta del cabildo de Santiago, del 5 de abril de 1813.

Se le encargó esta tarea a Francisco de la Lastra, que era el gobernador del citado puerto y tenía además algunos conocimientos náuticos por su anterior servicio en la marina española. También tendría parte en este asunto el marino mercante francés Juan José Tortel Maschet, que se había unido a la causa patriota al iniciar el movimiento revolucionario. Por sus conocimientos se desempeñó como el primer capitán de puerto, siendo supervisado por De la Lastra, y el 14 de abril el gobierno le extendió los despechos de teniente de navío, pasando a ser el primer marino con nombramiento oficial.
La adquisición de buques para armarlos fue difícil debido a que el tráfico de buques comerciales por las costas chilenas aun era incipiente por haber ocurrido muy poco tiempo desde que el gobierno decreto la libertad de comercio, y por la inseguridad de sus mares debido a la amenaza de los corsarios realistas. En algunos puertos las autoridades chilenas habían apresado algunos barcos mercantes que habían venido últimamente del Perú, pero ninguno de ellos tenía las condiciones necesarias para ser armados. Pero Tortel logró conseguir dos embarcaciones mercantes de origen estadounidense actas para la guerra. El primero fue el bergantín Potrillo de propiedad del capitán Masena Monson, que había arribado a Chile el año anterior en funciones de cabotaje, pero con su buque artillado para la ocasión con 22 cañones; 8 de a 12 libras, 10 de a 9 libras, 2 de 6 libras y 2 pedreros. Este buque había sido anteriormente perseguido por el corsario realista Bretaña, obligando al bergantín a hacer una recalada forzada en Coquimbo. La segunda unidad fue la fragata Perla que estaba surta en Valparaíso, destinada exclusivamente al cabotaje.
Por un decreto del 22 de abril fue comprado por $16.000 el Potrillo totalmente equipado,y en el mismo acto fue adquirida por arrendamiento la Perla. El gobierno había tenido también la intención de utilizar la fragata armada portuguesa San José de la Fama que se hallaba en Valparaíso para comprar trigo, pero el capitán de ese buque se negó a entrar en tratos, alegando además el estado precario del buque y la necesidad de repararlo. Sin embargo, los cañones y fusiles del buque portugués fueron requisados por el gobierno para armar al Perla, indemnizando al armador del buque para evitar un conflicto diplomático con el Reino de Portugal. Quedó el Perla con 24 cañones; 22 de a 12 libras y 2 de a 24 libras.
A los preparativos navales del gobierno se sumó el apoyo de algunos ciudadanos. Se obtuvieron botes y fusiles, y se encargó a la Casa de Monedas de Santiago la confección de proyectiles para los cañones de los buques. El gobierno también extendió una proclama de enganche para tripular las embarcaciones, ofreciendo incentivos económicos. Fue reclutado un importante contingente portuario de chilenos, españoles y en menor medida de otras nacionalidades. También algunos portugueses del San José de la Fama y algunos marinos estadounidenses. El bergantín fue tripulado por 90 hombres y la fragata por 120 hombres. Debido a la prontitud para terminar los aprestos navales, los individuos reclutados no fueron objeto de indagación de antecedentes ni aptitudes, y tampoco recibieron una preparación lo suficientemente extendida. 
Para tener un servicio naval que fuera formal se habían realizado varias disposiciones, como la creación de una escuela de pilotines a cargo de Tortel y otros oficiales para instruir a los nuevos reclutas. Se dispuso también en ese sentido las primeras ordenanzas navales, un reglamento de uniformes, entre otras cosas.
Estando regularmente listos las dos embarcaciones a finales de mes, se nombraron a los comandante de los buques. El mando de la escuadrilla naval y de la Perla en particular le fue entregado al capitán chileno José Vicente Barba, que era un avanzado marino, pero sin formación militar. Mientras que el mando del Potrillo fue entregado al capitán Edward Barnewall, de origen estadounidense y anteriormente segundo oficial de aquel buque cuando pertenecía al capitán Monson. La oficialidad de los buques era en su mayoría chilenos y estadounidenses.

## El bloqueo de Valparaíso y el plan de sabotaje realista
Desde el comienzo de las hostilidades en 1812, los corsarios realistas Vulture y Warren se habían turnado el bloqueo naval de Valparaíso. Durante los preparativos navales chilenos en 1813 se encontraba bloqueando el lugar la Warren, llamada también como Javiera, al mando del capitán José Gandarias.
Se consideraba como prioridad del gobierno levantar el bloqueo, por lo que al estar listos ambos buques patriotas para la guerra, se decidió llevar a cabo el ataque a la Warren el 3 de mayo del corriente. Pero el día anterior a la fecha acordada el corsario, que había estado cruzando en las afueras del puerto, se puso frente al puerto y lanzó un cañonazo en son de desafío. Este hecho motivó a que la oficialidad y tripulantes de los buques patriotas solicitaran al gobierno el permiso para salir ese mismo día a atacarlo, siendo concedido. Sin embargo, esta solicitud había sido aparentemente una treta de algunos tripulantes para ejecutar un plan de sabotaje.
Algunos comerciantes españoles radicados en el puerto habían entablado comunicaciones con la Warren, por medio de un bote que por la noche se acercaba a una de las pequeñas caletas situadas al sur de la bahía para informar sobre los aprestos patriotas y planear un sabotaje. Mediante ofrecimientos de dinero fueron sobornados varios marineros de la Perla y el Potrillo, entre ellos, a un individuo de origen italiano llamado Carlos Antonio Magi que se había comprometido a liderar la rebelión en el primer buque y a otro individuo de origen inglés apellidado Gordon que había hecho la misma promesa respecto al segundo buque. La mayoría de los marineros sobornados fueron los portugueses reclutados del San José de la Fama y españoles, y en menor medida de otras nacionalidades.
Se tenía el rumor en esos momentos de que en el día acordado por la autoridad naval para salir a batir al corsario, se embarcaría en los buques patriotas un contingente de tropa de abordaje proveniente de Santiago. Este hecho motivó a los tripulantes complotados a pedir la salida de la escuadrilla antes de la fecha programada, ya que de embarcarse esas tropas se podría haber frustrado el atentado.

## Salida de la escuadrilla y ejecución del sabotaje

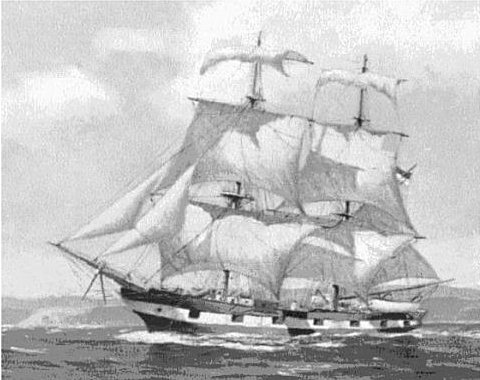
Un bergantín de la época que pudo tener las características del Potrillo, uno de los primeros buques de Chile.

En la mañana del domingo 2 de mayo se dejó ver la Warren a corta distancia del puerto. Las tripulaciones de los dos buques patriotas realizaron una misa a a bordo del Perla, y después levaron anclas y se hicieron a la vela para hacer frente al corsario realista. Por su parte, la población del puerto se había dirigido a la playa para observar la acción que pronto se desencadenaría.
Ambos buques pusieron proa hacia el corsario para iniciar el ataque, y durante ese proceso de acercamiento, la Perla empezó con todas sus velas desplegadas a tomar distancia del Potrillo, lo que confundió por un momento al capitán Barnewall y a su tripulación, siendo luego atribuido ese movimiento al deseo del capitán Barba de adiestrar a sus hombres en sus puesto y distraer al enemigo. El capitán del bergantín intentó acercarse a la Perla para ponerse al habla y conocer sus intenciones, ya que no respondía a las señales para que virase y empeñase la acción contra el corsario.
La verdadera razón del comportamiento de la Perla se debía a que había estallado en ese buque la sorpresiva sublevación encabezada por el italiano Magi, siendo apoyado por la mayoría de los marinos del buque que en poco tiempo lograron reducir sin derramamiento de sangre al capitán Barba y a los pocos marineros que se negaron a participar en la sublevación.
Mientras tanto el Potrillo, ante la inacción de su consorte y su extraño alejamiento, se tuvo que enfrentar en solitario al Warren que comenzó a atacarle. El capitán Gandarias era consciente de lo que sucedía en la Perla y sabía que pronto se le uniría. Samuel Burr Johnston, uno de los tipógrafos norteamericanos de la Aurora de Chile, quien se había enrolado en la tripulación del bergantín como oficial por tener algo de experiencia marinera, narra lo que sucedió luego: 

"Cuando enfrentamos al corsario, comenzó a dispararnos con sus cañones de proa y lo continuó por más de una hora, hasta enterar ochenta y siete disparos, sin matar ni herir un solo hombre, con muy pocos daños en las velas o el aparejo. Enderezamos hacia La Perla a toda fuerza de velas, pero continuó alejándose de nosotros, y tan luego como la alcanzamos comenzó a dispararnos sus cañones de caza de popa, cuyos tiros caían tan lejos de nuestro buque, que todavía abrigábamos la esperanza de que hacía esa maniobra para atraer al enemigo; hasta que, habiendo llegado a tiro de fusil, nos pudimos cerciorar de que iban dirigidos contra nosotros. Luego nos hallamos al habla, y al inquirir la causa de semejante actitud, recibimos por respuesta tres descargas de mosquetería, acompañadas de grandes hurras a Fernando VII, rey de España, y al Virrey de Lima, que fueron en el acto contestadas por los españoles y portugueses de nuestra tripulación con las mismas voces. Estupefacto de horror ante tan villana conducta de parte de La Perla, y encontrándonos en un pequeño bergantín con dos grandes buques a sus costados y con nuestra propia tripulación amotinada, determinamos hacer fuerza de velas y procurar ganar otra vez el puerto de Valparaíso. Notamos entonces que las drizas de la vela mayor estaban cortadas, y que la tripulación se negaba a volver a Valparaíso, gritando a una "¡A Lima, a Lima!" El amotinamiento se había hecho general."
Testimonio del tipógrafo y marino estadounidense Samuel Burr Johnston.

La situación se había vuelto insostenible. El capitán Barnewall y los pocos marinos del bergantín que no se unieron al sabotaje fueron completamente reducidos por los sublevados, que eran liderados por el inglés Gordon y un contramaestre llamado Juan de Dios Álvarez. Los marineros complotados habían logrado hacerse con el control de ambos buques y hacer prisioneros a los pocos que no se unieron a la sublevación. De esa forma término el intento de levantar el bloqueo, con los tres buques como compañeros y enarbolando el pabellón español.

## Consecuencias
Con este hecho el virrey Abascal engrosó sus fuerzas navales. Las dos embarcaciones chilenas fueron enviadas al Perú, en donde fueron recompensados los marineros sublevados, y los que no, fueron encerrados en las mazmorras del Callao y tratados con rigor. Aunque los prisioneros estadounidenses serían luego liberados por la intervención del capitán Monson, regresando posteriormente a Chile. 
Ambos buques cubrieron desde ese momento funciones de control, transporte, enlace y abastecimiento en las costas chilenas para apoyar al ejército real que combatía a los patriotas. Agregar que también fueron reforzadas sus fuerzas navales en el Pacífico con el envío esporádico desde la metrópoli de algunos buques de guerra de la real armada.
Con este fallido intento naval chileno por buscar disputarles el dominio marítimo a los realistas, no se volvió a organizar en este período de la guerra una nueva escuadrilla, ya sea por falta de interés o por no existir los medios para realizarlo. Esto provocó que los realistas obtuvieran el definitivo y expedito dominio de las costas chilenas. Las expediciones de refuerzos que siguieron a la del brigadier Pareja, la del brigadier Gabino Gaínza en enero de 1814 y la del coronel Mariano Osorio a finales de julio, llegaran a las costas chilenas sin el peligro de ser hostilizadas navalmente, siendo además la última de estas expediciones la que acabó definitivamente con el gobierno patriota de Chile en la batalla de Rancagua en octubre.